# Rosalind Byrne
Rosalind Byrne (nacida Rosalind Loretta Mooney, 19 de febrero de 1904 – 9 de agosto de 1989) fue una actriz estadounidense de cine mudo. Conocida principalmente por sus pequeños pero memorables papeles durante la década de 1920, apareció en películas como The Fast Set (1924), Seven Chances (1925) y Long Pants (1927).

## Biografía
Después de practicar la actuación en producciones teatrales amateur en el Immaculate Heart Convent, Rosalind Byrne comenzó su carrera en Hollywood como extra, apareciendo en más de 300 películas.
Su suerte cambió en el set de la producción de First National Flaming Youth (1923), donde su presencia en el set llamó la atención del director John Francis Dillon, quien le dio un pequeño papel.
Impresionado por su actuación, Dillon predijo un futuro prometedor para ella en la industria. Ese mismo año, incluso fue calificada como el último "descubrimiento" de los estudios.
Aunque siguió consiguiendo pequeños papeles a lo largo de la década de 1920, su carrera no se desarrolló como se esperaba. Rosalind Byrne se retiró de la industria cinematográfica en 1929.

## Filmografía seleccionada
- 1923: Flaming Youth – Fabian Flapper  (como Rosalind Mooney)
- 1924: The Garden of Weeds
- 1924: Wine of Youth como invitada de la fiesta fumando
- 1924: So This Is Marriage
- 1924: Worldly Goods
- 1924: The Fast Set – Connie Gallies
- 1924: Sherlock Jr. – box-office cashier
- 1925: Seven Chances – chica del guadarropa (como Rosalind Mooney)
- 1925: Locked Doors
- 1925: The Marriage Whirl como invitada de la fiesta
- 1925: The Freshman Como la chica de los tirantes en The Fall Frolic
- 1926: The Midnight Sun
- 1927: Casey at the Bat como Floradora girl
- 1927: Ten Modern Commandments
- 1927: Long Pants
- 1928: That Certain Thing
- 1928: What Price Beauty?
- 1929: The Case of Lena Smith
- 1929: Innocents of Paris